# Rhipsalis baccifera
A Rhipsalis baccifera egy széles körben elterjedt és termesztett epifita kaktusz, a vesszőkaktuszok nemzetségének típusfaja. Rengeteg alfaja és helyi formája létezik, rendszertana még jelenleg is viták tárgyát képezi. Az egyetlen olyan kaktuszfaj, amely gyaníthatóan őshonosan előfordul az Óvilág esőerdeiben.
Néhány alfaja:
- Rhipsalis baccifera subsp. cleistogama
- Rhipsalis baccifera subsp. erythrocarpa
- Rhipsalis baccifera subsp. hileiabaiana
- Rhipsalis baccifera subsp. horrida
- Rhipsalis baccifera subsp. mauritiana
- Rhipsalis baccifera subsp. shaferi

## Jellemzői
Hengeres, csüngő hajtású növény, szártagjai dichotomikusan ágaznak el. Fiatal szárszegmensei areolákat és rövid töviseket hordoznak. Öregebb szárszegmensei 10–20 cm hosszúak, 3–4 mm átmérőjűek, gyakran léggyökereket hordoznak. Areolái kicsik, kopaszak vagy rövid töviseket hordoznak. Virága 5 mm hosszú, a pericarpium a szirmok hosszával azonos méretű vagy kevéssel hosszabb. Pericarpiuma kerek, zöld, 1-2 bordával. Külső szirmai max. 5 mm hosszúak, zöldesfehérek, belső szirmai kevéssel hosszabbak, fehérek vagy halvány rózsaszínűek. Bibeszála fehér, a porzószálaknál hosszabb. Bogyótermése gömbölyded, 7 mm hosszú, 5 mm átmérőjű, fehér vagy néha rózsaszínű. Magjai 1,5 mm átmérőjűek, feketék.

## Elterjedése
Elterjedése a teljes Neotropist fedi, beleértve a karibi térséget (valamint Mexikó és Florida erdeit), Közép-Amerikát és Dél-Amerika északi részeit, délre Paraiba államig, Északkelet-Brazíliában. Paraguay, Argentína és Bolívia területén Rhipsalis baccifera subsp. shaferi, Brazília Bahia államában pedig Rhipsalis baccifera subsp. hileiabaiana alfaja helyettesíti. Epifitikus és epilitikus 1600 m tengerszint feletti magasság felett. A holotípust a Karib-szigeteken elterjedt változata adja.

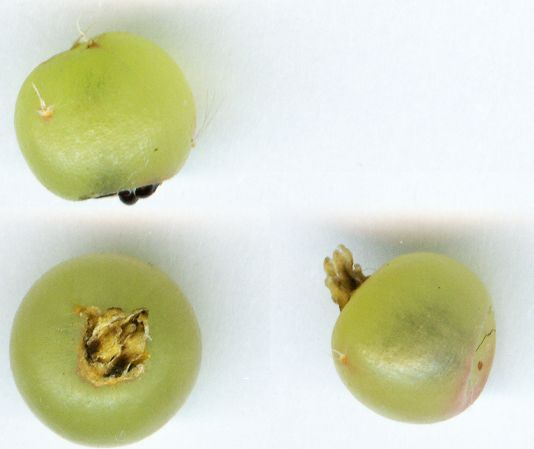
Rhipsalis baccifera termése

## Rokonsági viszonyai
A Rhipsalis subgenus tagja.
Karibi és közép-amerikai populációi tetraploidok (2n=44), míg dél-amerikai populációi zömmel diploidok (2n=22). A Rhipsalis fasciculata (Willdenow) Haworth, Suppl. Pl. Succ. 83. 1819. néven leírt taxont ma a Rh. baccifera subsp. baccifera alfaj szinonimájának tartják, annak neoténikus formája lehet.